# Ameletus
Ameletus is een geslacht van haften (Ephemeroptera) uit de familie Ameletidae.

## Soorten
Het geslacht Ameletus omvat de volgende soorten:
- Ameletus aetherea
- Ameletus alexandrae
- Ameletus altaicus
- Ameletus amador
- Ameletus andersoni
- Ameletus atratus
- Ameletus bellulus
- Ameletus browni
- Ameletus camtschaticus
- Ameletus cedrensis
- Ameletus celer
- Ameletus cooki
- Ameletus costalis
- Ameletus cristatus
- Ameletus crocerus
- Ameletus cryptostimulus
- Ameletus dissitus
- Ameletus doddsianus
- Ameletus dodecus
- Ameletus edmundsi
- Ameletus exquisitus
- Ameletus falsus
- Ameletus formosus
- Ameletus imbellis
- Ameletus inopinatus
- Ameletus janetae
- Ameletus kyotensis
- Ameletus lineatus
- Ameletus ludens
- Ameletus majusculus
- Ameletus minimus
- Ameletus montanus
- Ameletus montivagus
- Ameletus oregonensis
- Ameletus parvus
- Ameletus primitivus
- Ameletus pritchardi
- Ameletus procerus
- Ameletus quadratus
- Ameletus shepherdi
- Ameletus similor
- Ameletus sparsatus
- Ameletus subalpinus
- Ameletus subnotatus
- Ameletus suffusus
- Ameletus tarteri
- Ameletus tertius
- Ameletus tolae
- Ameletus validus
- Ameletus vancouvernensis
- Ameletus velox
- Ameletus vernalis
- Ameletus walleyi